# Pseudomops cinctus
Pseudomops cinctus es una especie de cucaracha del género Pseudomops, familia Ectobiidae. Fue descrita científicamente por Burmeister en 1838.
Habita en México, Guatemala y Nicaragua.